# Lereschia thomasii
Lereschia thomasii är en växtart som är ensam art i släktet Lereschia i familjen flockblommiga växter.
Arten är en perenn ört som förekommer i södra Italien. Den beskrevs först av Michele Tenore som Sison thomasii och fick sitt nu gällande namn av Pierre Edmond Boissier 1844.